# درجه‌بندی نشریات علمی در ایران
رتبه بندی نشریات علمی در ایران توسط معاونت پژوهشی وزارت علوم، تحقیقات و فناوری انجام می‌شود. بالاترین درجه نشریات دانشگاهی در ایران، علمی–پژوهشی است و درجه مصوب دیگر، علمی–ترویجی است. آئین‌نامه دانشگاه آزاد اسلامی، درجه پائین‌تری از مجلات که، علمی–پژوهشی ویا علمی–ترویجی هم نیستند را نیز، زیر عنوان علمی–عمومی به رسمیت می‌شناسد.
امتیاز مجله نیز امتیازی است که برای مجله به صورت یک عدد در مبنای هفت (در دانشگاه اصفهان)، به تصویب هیئت ممیزه‌ی دانشگاه رسیده است.
دیگر دسته بندی نشریات علمی ایران توسط وزارت بهداشت و   کمیسیون نشریات وزارت بهداشت  ارائه می شود که نشریات پزشکی و پیراپزشکی را شامل می شود. 

## درجه‌ها
علمی–پژوهشی
مجله‌ای است که دارای نمایه بین‌المللیِ Scopus (با شاخص  ISI ،(SJR (با شاخص JCR) یا دارای مجوز علمی–پژوهشی از وزارتین (وزارت علوم، تحقیقات و فناوری، و وزارت بهداشت درمان و آموزش پزشکی) یا حوزه علمیه (برای مجلات داخلی) باشد. مطابق تعریف، یک مقاله علمی–پژوهشی دنبال «جستجوی حقایق و کشف بخشی از معارف» است یا به «بیان اندیشه‌ای در موضوعی علم از طریق مطالعه‌ای «نظام‌مند» و برای یافتن روابط اجتماعی میان پدیده‌های طبیعی» می‌پردازد. این مقالات باید از اصالت و ابداع برخوردار باشند و مرزهای علم و فناوری را درمی‌نوردند. مخاطبان این نشریات، استادان دانشگاه، دانشجویان مقاطع تحصیلات تکمیلی و پژوهشگران مؤسسات تحقیقاتی هستند.
مقاله‌ی علمی-پژوهشی مقاله‌ای است که در مجله‌ی علمی-پژوهشی یا مجله‌ی همسطح علمی-پژوهشی پذیرشِ قطعی یا چاپ شده باشد. مقالات کنفرانسی یا علمی-ترویجی، مقاله‌ی علمی-پژوهشی محسوب نمیشود. مجله‌ی هم‌سطح علمی-پژوهشی مجله‌ای است که فاقد نمایه Scopus یا ISI است و دارای مجوز علمی-پژوهشی از وزارتین یا حوزه علمیه نیست؛ ولی اعتبار و امتیاز عددی آن برای بعضی گروههای آموزشی، به تصویب هیئت ممیزه دانشگاه رسیده است.
علمی–ترویجی
یک مقاله علمی–ترویجی برای ارتقای سطح اطلاعات خواننده موضوعی علمی را ترویج می‌کند. اصولاً این مقالات می‌توانند ترجمه یا تألیف باشند. مخاطب این نشریات، افراد دارای تحصیلات دانشگاهی، و همچنین صنعت‌گران، مخترعان یا دیگر افراد «دارای تحصیلات» اما غیررسمی هستند.
علمی–عمومی
آئین‌نامه دانشگاه آزاد اسلامی، درجه پائین‌تری از مجلات را که علمی–پژوهشی ویا علمی–ترویجی نیستند را نیز، زیر عنوان علمی–عمومی به رسمیت می‌شناسد که مطابق تعریف عبارتند از مجلاتی که «هر شماره آن با تأکید بر یک رشته علمی یا یک گروه آموزشی منتشر می‌شود» و از کمیسیون مجلات این دانشگاه دارای مجوز باشند، اما از وزارت علوم درجه مصوبی نداشته باشند.

### انواع مختلف مقاله

#### مقاله استدلالی
مقاله استدلالی یکی از انواع مختلف مقالات می باشد. این نوع از مقاله یک متن آزاد است که هدف آن متقاعد کردن یا ترغیب خواننده در مورد ایده های ارائه شده است. هدف آن تحریک گرایش به نظر نویسنده در خواننده است. به عبارت دیگر ، یک مقاله استدلالی همیشه حاوی عناصر مقاله انعکاسی است ، زیرا باید موضع خود را درباره یک مسئله یا مسئله خاص توضیح دهد. نویسنده ، از طریق مفاهیم منسجم آشکار ، سعی خواهد کرد دلایل آنها را توجیه و نشان دهد.

#### مقاله توصیفی
مقاله توصیفی، جامعه، شرایط و پدیده ها را به طور صحیح و سیستماتیک توصیف می کند. این نوع تحقیق به سوالاتی که شامل چه چیزی، چه زمانی، کجا، و چگونه هستند، پاسخ می دهد ولی برای پاسخ به سوالاتی که شامل چرا می گردند، کاربردی ندارد. این نوع از مقاله ها یکی از پرتیراژترین انواع مختلف مقاله هستند که توسط نویسندگان مختلف در زمینه های مختلفی، مورد استفاده قرار می‌گیرد. 

#### مقاله تحلیلی
به‌طور کلی می توان گفت این مقاله به دنبال تحلیل کردن یک موضوع خاص است. معمولا مقالات تحلیلی روی یک موضوع بیشتر تمرکز می کنند. مقالات تحلیلی معمولا روی کتابها و شعرهای نوشته شده متمرکز می شوند. برای مثال: چگونه تم های خاص خود را در داستان ارائه می کنند و یا چگونه استعاره ی استفاده شده در شعر، مفهوم معینی را برای شعر بیان می کند. به طور خلاصه، این نوع مقاله نیاز دارد تا شما به بخش های ریز موضوع توجه نمایید تا بتوانید مسائل و نکات بزرگتر را واضح تر ببینید.

#### مقاله اکتشافی
مقاله اکتشافی همان طور که از نام آن مشخص است به دنبال اکتشاف چیزهایی است که رخ  می  دهد و پرسش در مورد آن ها است. این روش به ویژه زمانی مفید است که درباره یک پدیده شناخت کافی وجود ندارد. بنابراین مقاله اکتشافی می تواند به تصمیم گیری در مورد این که آیا موضوع مورد نظر ارزش تحقیق دارد یا خیر بینجامد. تحقیقات اولیه برای روشن شدن ماهیت دقیق مسئله برای حل است.» این مورد برای اطمینان از تحقیقات بیشتر در طی یک آزمایش و همچنین تعیین اولویت‌های تحقیق، جمع‌آوری داده‌ها و استفاده از موضوعات خاص در نظر گرفته می‌شود که توجه به آنها بدون روش اکتشافی دشوار است. این نوع از مقاله جزو مهمترین انواع مختلف مقالات می باشد.